# Juan de Barroeta
Juan de Barroeta y Anguisolea (Bilbao, 1835 - 10 de abril de 1906) fue un pintor español y una de las figuras más representativas del retrato en el País Vasco.

## Biografía
Hijo de un pintor también, su padre le introdujo en el arte donde Barroeta se sumergió con facilidad. En 1841 se trasladó a Madrid para estudiar en la Real Academia de Bellas Artes de San Fernando. Trabajó en el estudio de Federico Madrazo, por quien estuvo muy influenciado, y conoció artistas de la talla de Vicente Palmaroli y Casado del Alisal. 
Trató de obtener, pero se le negó, una plaza de pensionado en el Academia Española de Bellas Artes de Roma, por lo que volvió a Bilbao. En su ciudad natal fue pronto reconocido como un gran artista y buena parte de la burguesía vasca lo llamó para que les retratase, llegando a pintar al rey Alfonso XII durante un verano en San Sebastián  y a numerosos personajes vizcaínos de la época como Domingo Epalza Larraondo y su esposa Encarnación de Palacio Muruaga; a Casilda de Iturrízar, Vda de Epalza; a Fidel Sagarmínaga; a los Sres Zayas, Achúcarro, Ampuero, Amann, Ybarra, Osante, Novia de Salcedo, Villabaso, de la Sota y otros muchos miembros de la alta burguesía vizcaína.

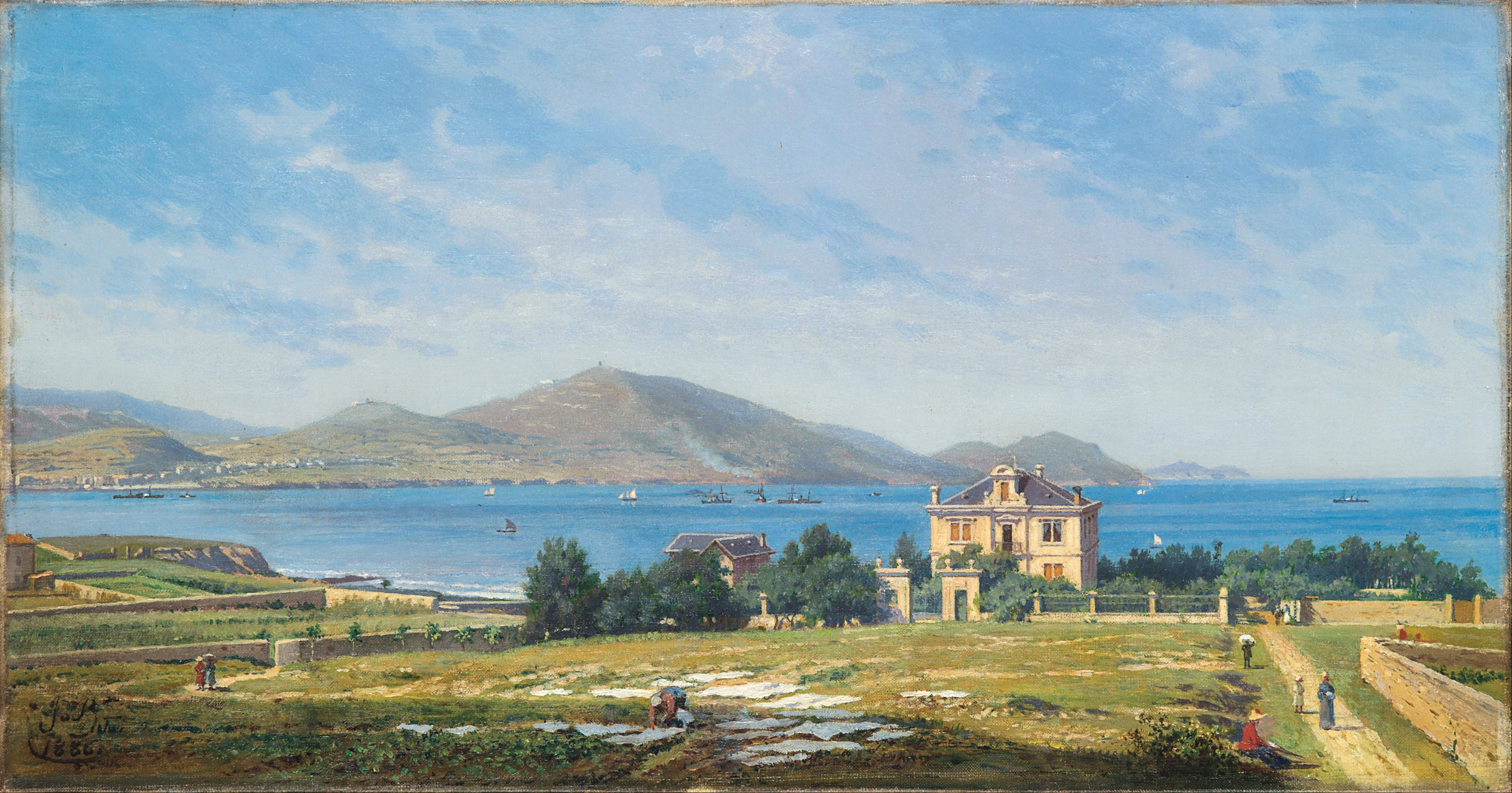
Vista del Abra de Bilbao desde Algorta, 1886. Óleo sobre lienzo, 25 x 48 cm, Bilbao, Museo de Bellas Artes de Bilbao.

Participó también Juan de Barroeta en la convulsa vida política del país, vinculado al liberalismo, llegando a combatir durante el tercer sitio de Bilbao como defensor de la ciudad en la guerra Carlista.
Destaca por su pintura realista y la sobriedad de los colores, acercándose al arte fotográfico. La mayoría de sus obras catalogadas (más de 270 retratos) se encuentran en fondos particulares. No obstante se puede apreciar su obra en el Museo de Bellas Artes de Bilbao y en el Museo del Prado.

## Galería

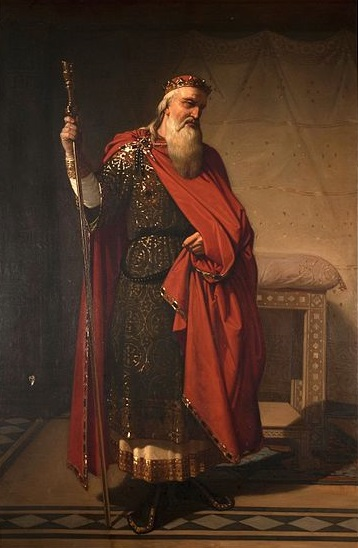
Retrato imaginario del rey Chindasvinto sucesor del rey Tulga (1854)
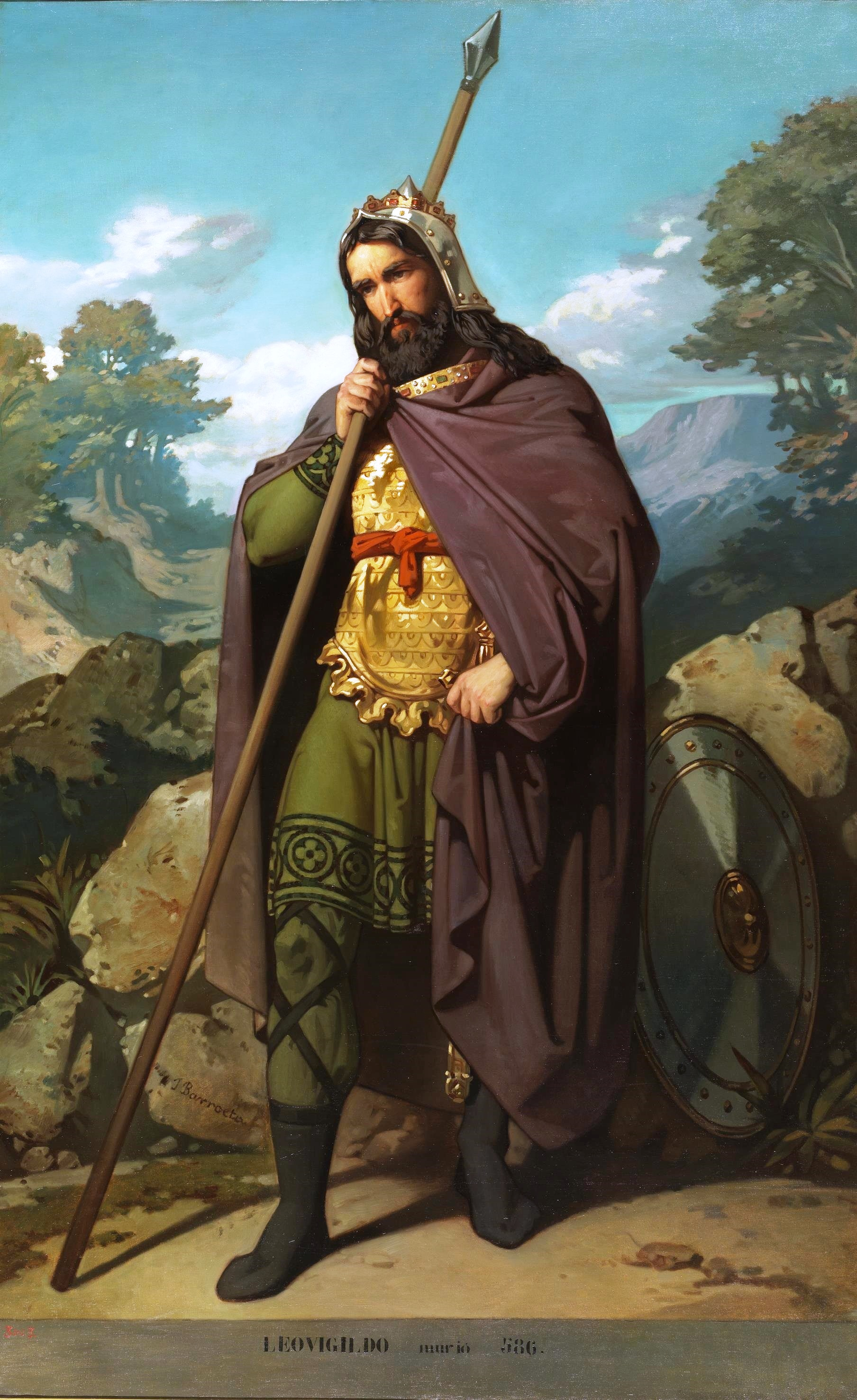
Retrato imaginario del rey Leovigildo que fue hijo del conde Liuverico y hermano del rey visigodo Liuva I a quien sucedió en el trono (c. 1854-1855)
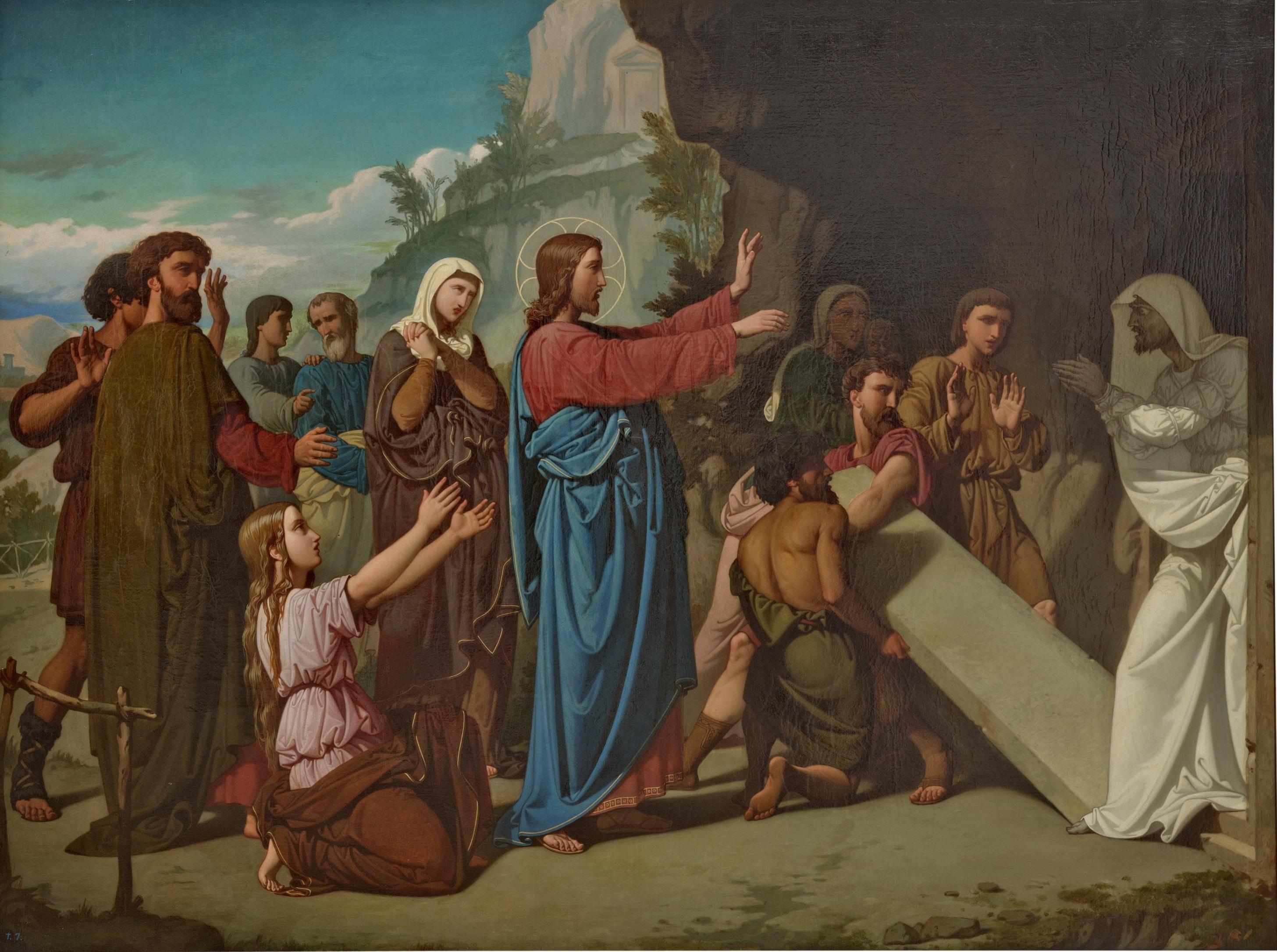
La resurrección de Lázaro (1855)
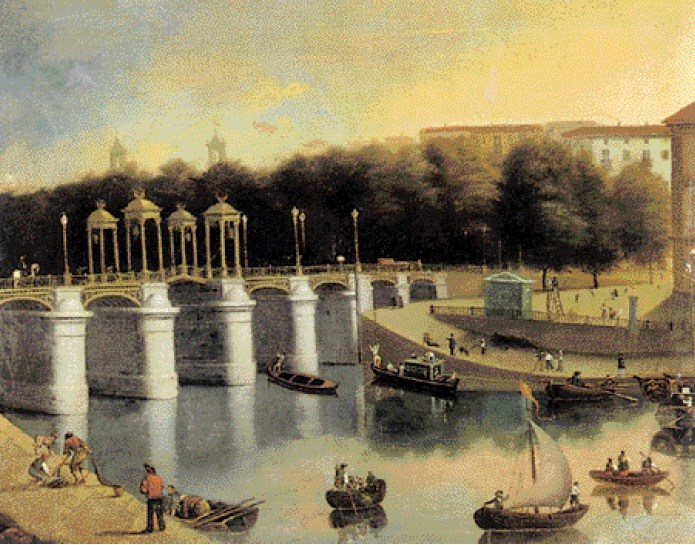
Puente de Isabel II
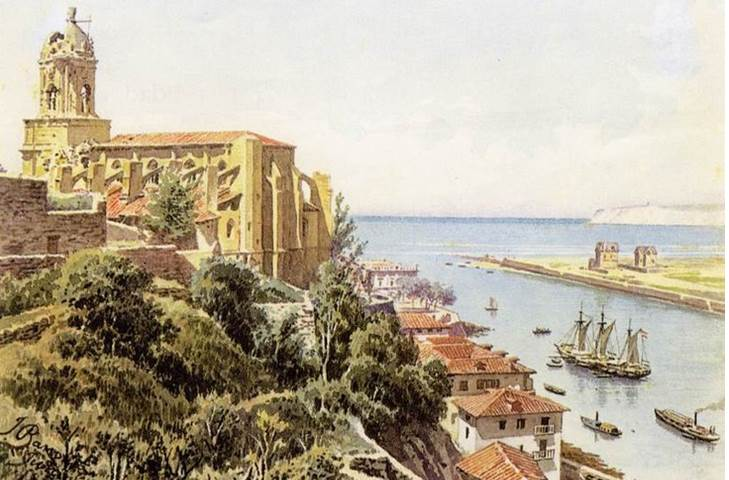
Vista de Portugalete
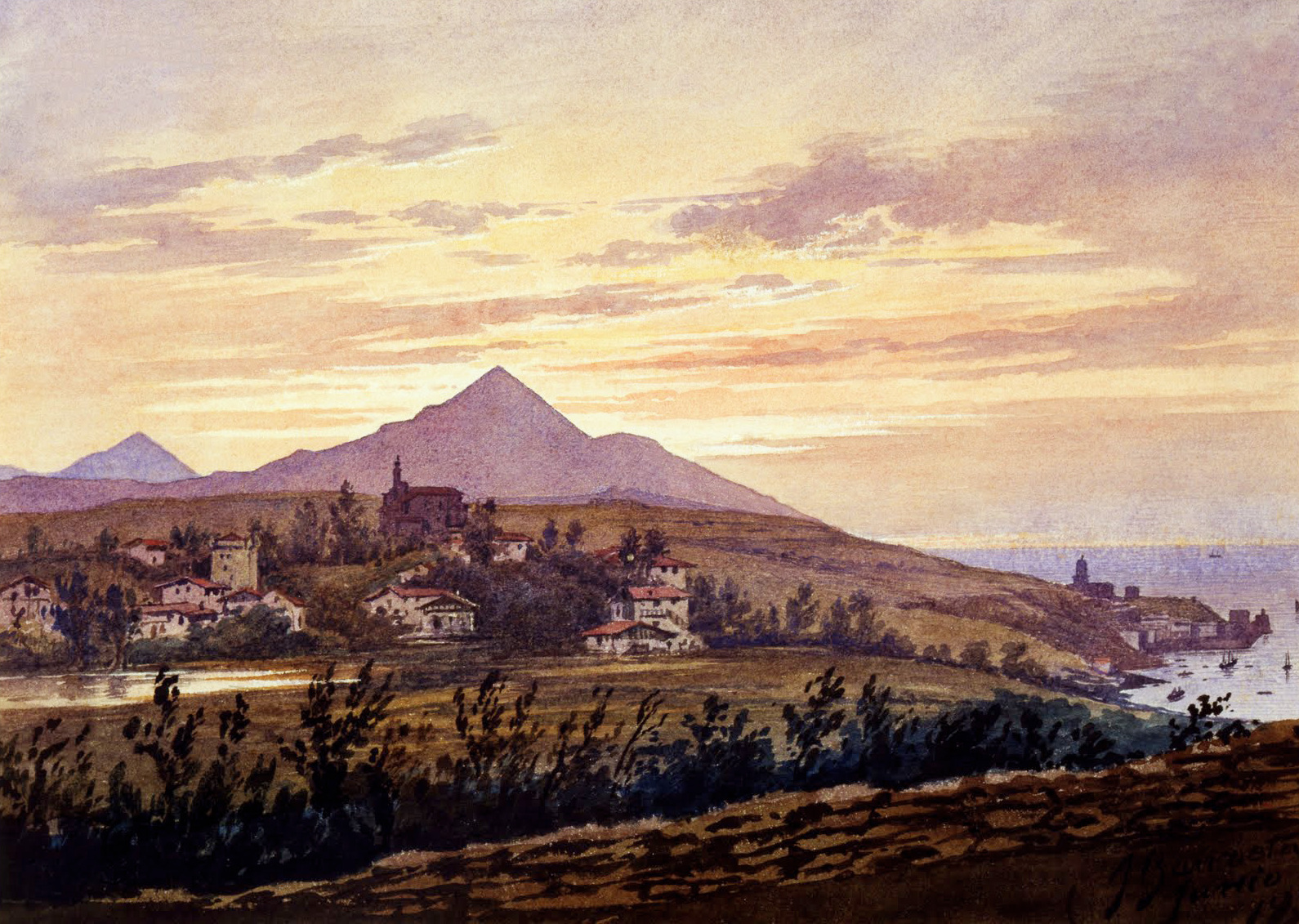
Vista de Sestao y Portugalete (1874)
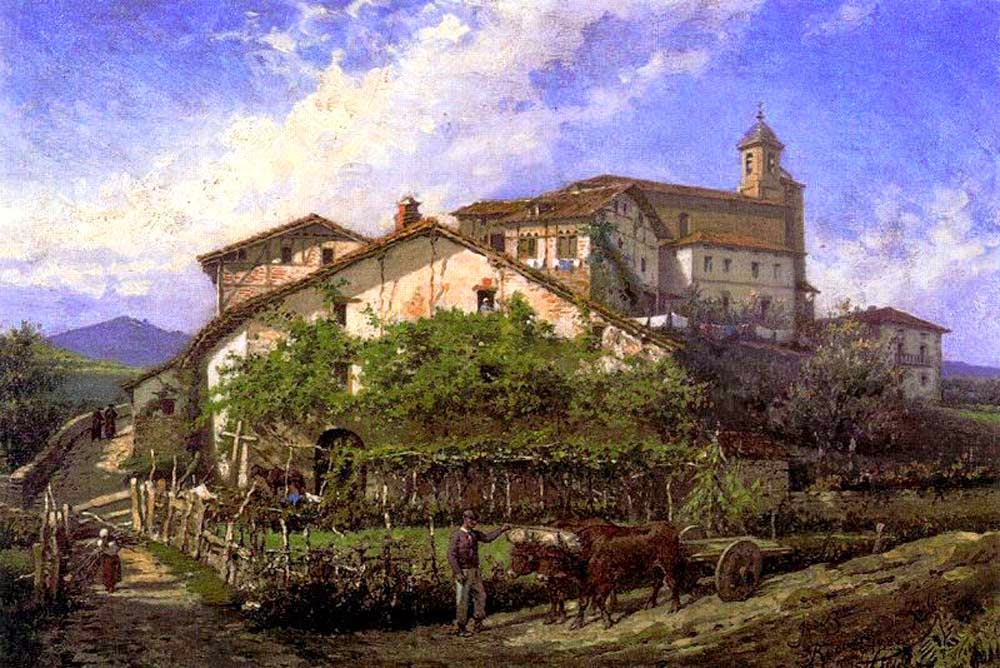
Escena rural
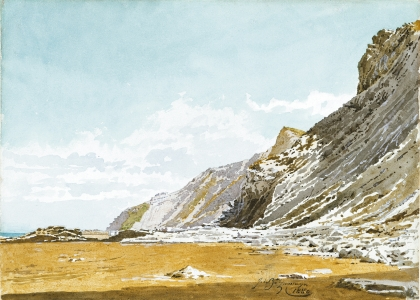
Playa de Itzurun (1880)
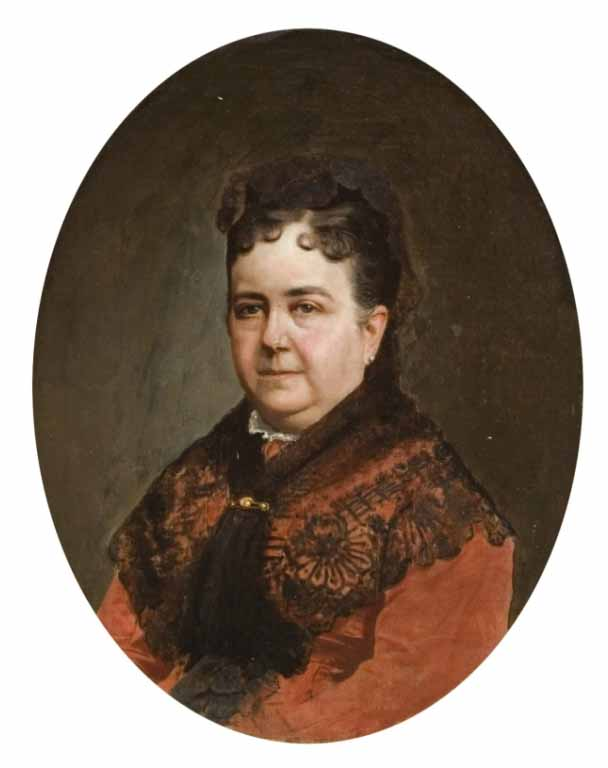
Retrato de Doña Lorenza San Gil
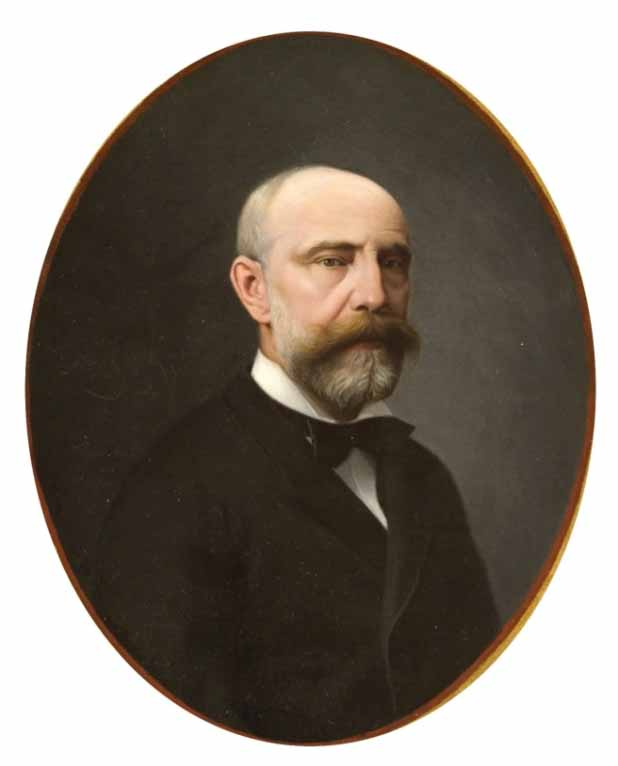
Retrato de Don San Gil
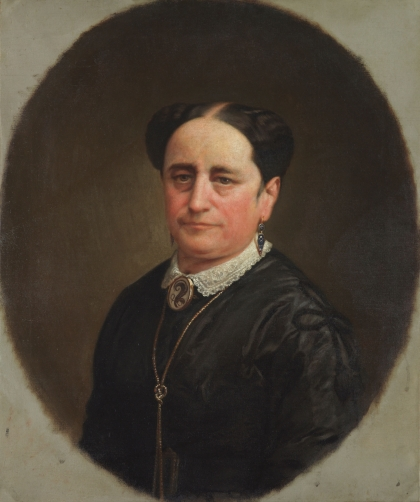
Retrato de Sinforosa Jado la Llana (c. 1869)
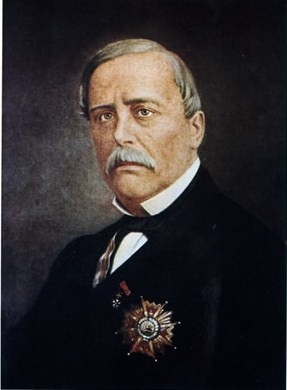
Retrato de Pedro Duro (1888)